# Route nationale 458
Pour les articles homonymes, voir Route 458.
La route nationale 458 ou RN 458 était une route nationale française reliant Vézelay au bois de Sauvigny. Après les déclassements de 1972, elle est devenue RD 958.

## De Vézelay au bois de Sauvigny
- Vézelay (km 0)
- Saint-Père (Yonne) (km 1)
- Pierre-Perthuis (km 5)
- Bazoches (km 12)
- Magny-Lormes (km 22)
- Corbigny (km 30)
- La Collancelle (km 40)
- Bazolles (km 45)
- Saint-Saulge (km 55)
- Bona (km 65)
- RN 78 dans le bois de Sauvigny (km 79)

## Lieux visitables à proximité de la route
- Le château de Bazoches
- Le château de Villemolin